# Suezichthys gracilis
Suezichthys gracilis е вид бодлоперка от семейство Labridae. Видът не е застрашен от изчезване.

## Разпространение и местообитание
Разпространен е във Виетнам, Китай, Провинции в КНР, Тайван, Южна Корея и Япония.
Обитава пясъчните и скалисти дъна на морета, заливи и рифове. Среща се на дълбочина от 2 до 76,9 m, при температура на водата от 23,3 до 26,1 °C и соленост 35,1 – 35,5 ‰.

## Описание
На дължина достигат до 16 cm.